# クロスシティトンネル

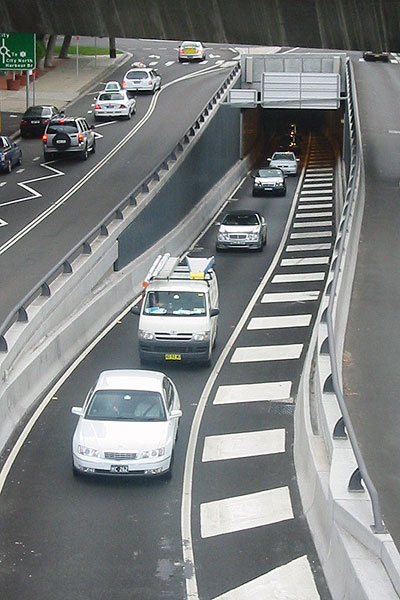
州立美術館の近くにあるトンネルの出口

クロスシティトンネル（Sydney Cross City Tunnel）は、オーストラリア連邦ニューサウスウェールズ州シドニーのラッシュカッター湾（Rushcutters Bay）とダーリングハーバーとを結ぶ長さ2.1kmのトンネルである。片道3.5オーストラリアドル（2007年6月現在）

## 歴史
- 2005年8月28日に開通。
- 2006年12月 - 利用台数が伸びず経営破綻。
- 2007年6月 - オランダのABNアムロ銀行とレイトン・ホールディングスによるコンソーシアムが落札。

## 特徴
東行きと西行きの2本のトンネルは、途中のイースタンディストリビューター（Eastern Distributor）との交差部にランプが設けられており、これによってシドニー空港・アンザック橋間の距離が従来の経路よりも約3km短縮された。またトンネルの経路はシドニーの中心業務地区（CBD）を地下で迂回しており、その性質は東京の中央環状新宿線と似ている。
なお当該トンネルは有料で、同時にシドニーではじめて完全な形でノンストップ自動料金収受システム（Electronic toll collection）が導入された高速道路である。それ故、自動車に専用の電子タグが搭載されていなければ通行できない。